# 1404
Cette page concerne l'année 1404  du calendrier julien. Pour l'année 1404 av. J.-C., voir 1404 av. J.-C.
L'année 1404 est une année bissextile qui commence un mardi.

## Événements

### Asie
- 12 avril : des chrétiens catholiques originaires de l’Inde débarquent en Sicile où ils obtiennent un sauf-conduit. Ils ont visité Jérusalem et se rendent à Rome et à Compostelle. Le pape Boniface IX leur accorde l'Indulgence plénière[1].
- Juin : arrivée à Kyoto à la cour du shogun Yoshimitsu Ashikaga d'une ambassade chinoise des Ming qui inaugure les relations commerciales entre le Japon et la Chine[2]. Yoshimitsu  obtient de Yongle le titre de « roi du Japon ». Un commerce officiel avec la Chine est organisé (1405-1419), essentiellement financé par le bakufu.
- Août, Inde : à la mort de Harihara II, le Vijayanagar est déchiré par une guerre de succession entre ses trois fils (fin en 1406)[3].

### Europe
- 8 avril : Francesco II da Carrara prend Vérone tandis que son fils assiège Vicence[4]. La république de Venise réagit et la régence de Milan lui cède Feltre, Belluno et Vicence.
- 27 avril : mort de Philippe le Hardi[5]. Son fils Jean sans Peur (1371-1419) devient duc de Bourgogne. Il s’oppose à Louis d'Orléans[5], amant de la reine Isabeau de Bavière, qui prend le pouvoir à la mort de son frère[6]. Henri IV d'Angleterre profite de la rivalité entre les deux partis pour préparer la guerre contre la France.
- 6 juin : Charles VI nomme le nouveau duc de Bourgogne Jean sans Peur lieutenant général du roi en Normandie et en Picardie[7].
- 14 juin : alliance entre les révoltés gallois de Owain Glyndwr et la France contre l'Angleterre[8].
- 23 juin : Francesco II da Carrara déclare la guerre à Venise (fin en 1406)[4].
- 26 juin[9] : les Lituaniens reprennent Smolensk d’où les avait chassés une révolte populaire.
- 8 août : alliance entre l'empereur déposé Venceslas, libéré en 1403, et le roi de Pologne contre Sigismond de Hongrie[10]. Une ligue se forme en Allemagne pour rétablir Venceslas mais elle demeure sans effets[11].
- 14 septembre[12] : Albert V de Habsbourg (1397-1439) devient duc d’Autriche.
- 1er octobre : mort du pape Boniface IX (Piero Tomacelli), après quinze ans de pontificat[13].
- 6 octobre : Unlearned Parliament (Parlement des illettrés[14]). Le parlement d'Angleterre se réunit à Coventry[15]. Des pétitions inspirées des thèses des Lollards sont présentées par les Communes lors des Parlements de 1404 et 1409. En 1404, l’une d’elles demande la dépossession de l’Église de toutes ses richesses[16].
- 17 octobre : début du pontificat d'Innocent VII (Cosma Gentile ou Cosimo Migliorati) (jusqu'en 1406). L'annonce de son élection provoque une émeute des Gibelins à Rome. Le roi de Naples Ladislas Ier intervient pour rétablir l'ordre[13].
- 27 octobre : fondation de l'Université de Turin[17].
- 19 novembre : tempête de la Sainte Élisabeth en Flandre, Zélande et Hollande[18].
- 13 décembre[19] : Guillaume IV de Hainaut devient duc de Bavière-Straubing, comte de Hainaut, de Hollande et de Zélande (fin en 1417).
- 16 décembre : tremblement de terre à Naples[20].
- 21 décembre : l’antipape Benoît XIII est à Nice où il est reçu par Amédée VIII de Savoie (fin le 13 novembre 1406[21]).